# 37è Festival Internacional de Cinema de Berlín
El 37è Festival Internacional de Cinema de Berlín va tenir lloc entre el 20 de febrer i el 3 de març de 1987. L'Os d'Or fou atorgada a la pel·lícula soviètica Tema dirigida per Gleb Panfilov. Es va mostrar al festival una retrospectiva dedicada al director de cinema i teatre armeniestatunicenc Rouben Mamoulian.

## Jurat

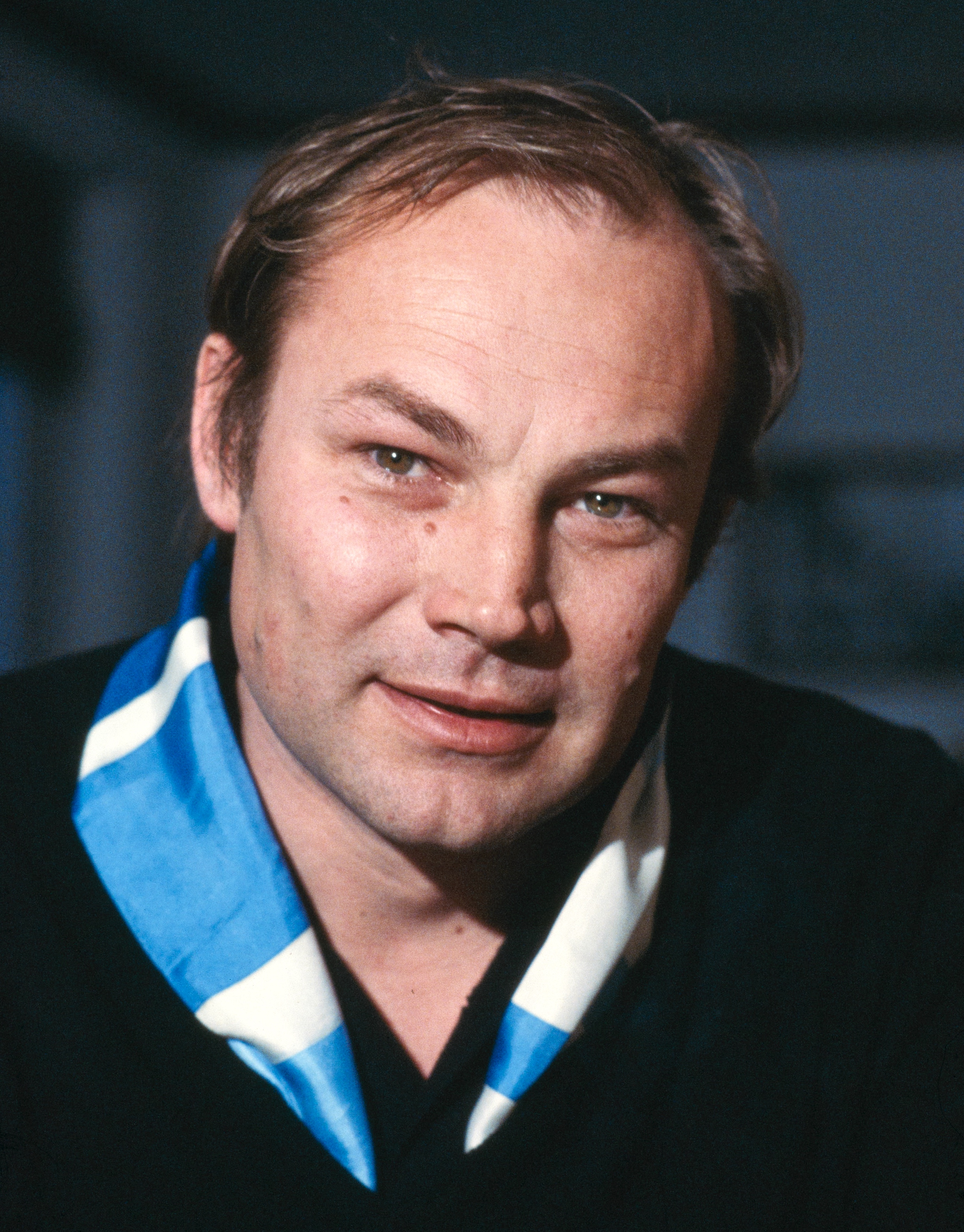
Klaus Maria Brandauer, president del jurat

El jurat del festival estaria format per les següents persones:
- Klaus Maria Brandauer (president)
- Juliet Berto
- Kathleen Carroll
- Callisto Cosulich
- Victor Dyomin
- Reinhard Hauff
- Edmund Luft
- Jiří Menzel
- Dan Pița
- Paul Schrader
- Antonio Skármeta

## Pel·lícules en competició
Les següents pel·lícules van competir per l'Os d'Or:
| Títol original           | Director(s)                        | País            |
| ------------------------ | ---------------------------------- | --------------- |
| 'night, Mother           | Tom Moore                          | Estats Units    |
| El año de las luces      | Fernando Trueba                    | Espanya         |
| Il caso Moro             | Giuseppe Ferrara                   | Itàlia          |
| Children of a Lesser God | Randa Haines                       | Estats Units    |
| Comrades                 | Bill Douglas                       | Regne Unit      |
| For Love Alone           | Stephen Wallace                    | Austràlia       |
| Les Fous de Bassan       | Yves Simoneau                      | Canadà, França  |
| Masques                  | Claude Chabrol                     | França          |
| Mauvais Sang             | Leos Carax                         | França          |
| Le Miraculé              | Jean-Pierre Mocky                  | França          |
| Napló szerelmeimnek      | Márta Mészáros                     | Hongria         |
| Platoon                  | Oliver Stone                       | Estats Units    |
| Skorbnoye beschuvstviye  | Alexander Sokurov                  | Unió Soviètica  |
| So viele Träume          | Heiner Carow                       | RFA             |
| Tema                     | Gleb Panfilov                      | Unió Soviètica  |
| Der Tod des Empedokles   | Danièle Huillet, Jean-Marie Straub | França, RFA     |
| Umi to dokuyaku          | Kei Kumai                          | Japó            |
| Vera                     | Sérgio Toledo                      | Brasil          |
| Die Verliebten           | Jeanine Meerapfel                  | RFA, Iugoslàvia |
| Vlčí bouda               | Věra Chytilová                     | Txèquia         |

## Premis

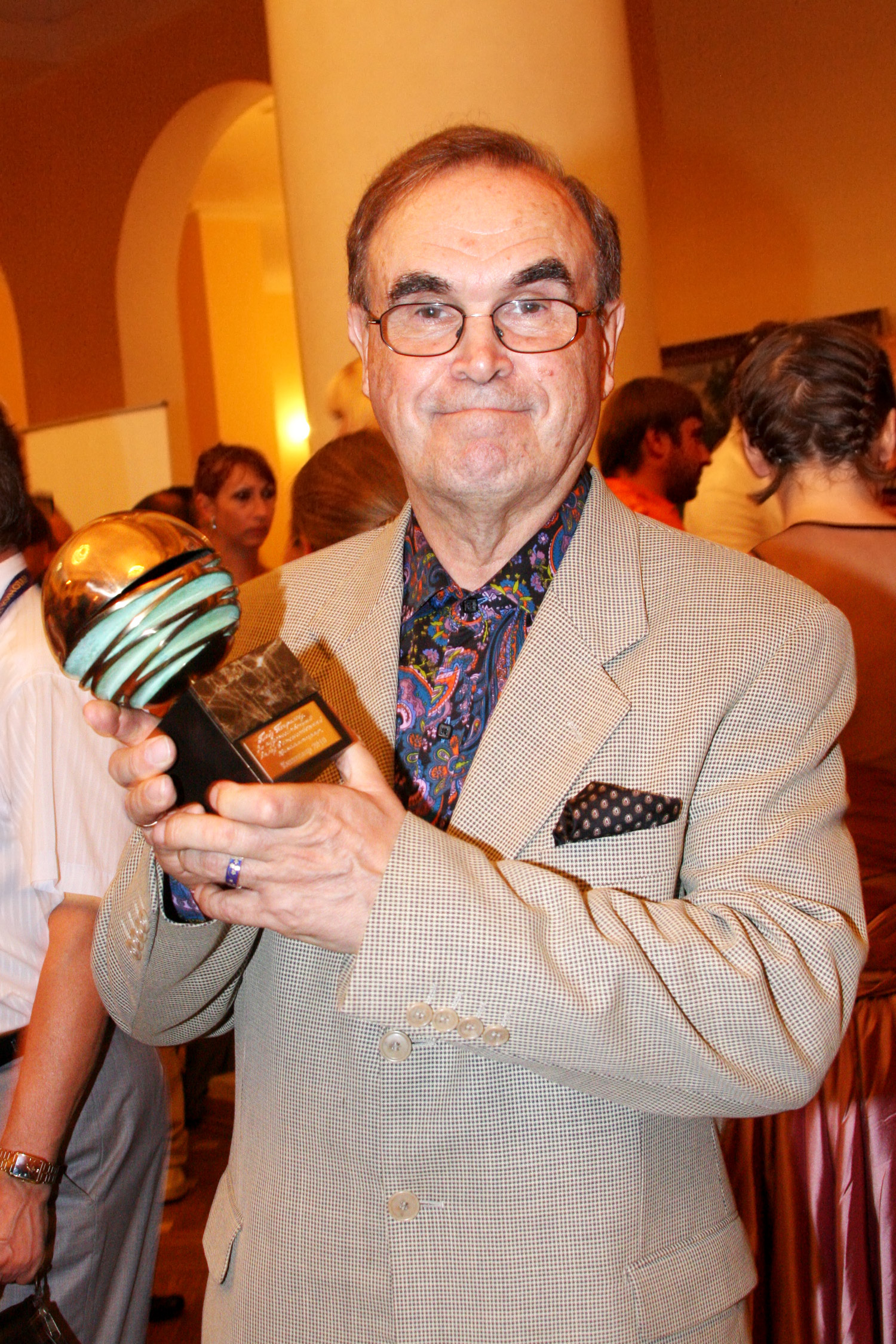
Gleb Panfilov, guanyador de l'Os d'Or.

El jurat va atorgar els següents premis:
- Os d'Or: Tema de Gleb Panfilov
- Os de Plata - Gran Premi del Jurat: Umi to dokuyaku de Kei Kumai
- Os de Plata a la millor direcció: Oliver Stone per Platoon
- Os de Plata a la millor interpretació femenina: Ana Beatriz Nogueira per Vera
- Os de Plata a la millor interpretació masculina: Gian Maria Volonté per Il caso Moro
- Os de plata per a un assoliment singular excepcional: 
  - Márta Mészáros per Napló szerelmeimnek
  - Fernando Trueba per El año de las luces
- Os de plata per a una aportació artística excepcional: Children of a Lesser God
- Premi Alfred-Bauer: Mauvais Sang
- Premi FIPRESCI
  - Tema de Gleb Panfilov